# Société Ramond
Pour les articles homonymes, voir Ramond.
La société Ramond, aujourd'hui association loi de 1901, est une société savante dont les buts sont l’étude scientifique des Pyrénées sous tous les aspects. Son siège est à Bagnères-de-Bigorre.

## Fondation de la société
Le 19 août 1864, le pasteur Émilien Frossard et ses deux fils (Charles-Louis et Émilien Sigismond,) ainsi que Charles Packe et Henry Russell se retrouvent à l’hôtel des Voyageurs de Gavarnie. Tous ont parcouru les montagnes et en ont ramené des échantillons de roche, des plantes, et beaucoup d’émotions et d’impérissables souvenirs. C’est de cette discussion animée que naît l’idée de mettre en commun ces expériences multiples dans une société, comme l’Alpine club fondé à Londres en 1857. La légende ultérieure incorporera aux fondateurs « historiques » de l’hôtel des Voyageurs des membres illustres, comme Farnham Maxwell-Lyte qui ne sera présent qu'à la deuxième réunion.
Quelques jours plus tard, ils se retrouvent à Bagnères-de-Bigorre, chez Frossard. Russell propose que l’accès à la Société soit réservé à ceux qui ont gravi un « 3000 ». Frossard refuse cette sélection sportive, préférant privilégier l’aspect scientifique. Russell voulait l’appeler Club des Isards, Frossard propose de se placer plutôt sous l’égide d’un grand nom, celui de Ramond de Carbonnières, premier des grands découvreurs des Pyrénées, qui s’est intéressé à la géologie, à la botanique, à la faune, grand littérateur, historien… Les arguments de Frossard sont sans appel. La société Ramond vient de naître. S’y joignent rapidement de grands noms comme le géologue Cordier (neveu de Ramond), et d’autres. La Société accueille des non-Pyrénéens dont l'autorité scientifique est incontestée : le géographe Élisée Reclus, le chimiste Henri Sainte-Claire Deville, etc. Le comité se compose ainsi : Frossard, président. Maxwell-Lyte, vice-président. Russell, secrétaire. Packe, secrétaire adjoint. Docteur Costallat, Ch. Martins, Lézat.
En 1874, la société fut chargée d'alimenter les collections du muséum d'histoire naturelle de Bagnères-de-Bigorre, créé en 1837, puis d'en assurer la gestion. Les Frossard y contribuèrent avec leurs apports en minéralogie, paléontologie et préhistoire.

## Activités
La société édite un bulletin, Explorations pyrénéennes, dans lequel Adrien Baysselance, Lucien Briet, Cordier, Maurice Gourdon, Bertrand de Lassus, Lequeutre, Charles Packe, Henry Russell, Aymar de Saint-Saud, Paul Edouard Wallon publient des articles. Le premier bulletin paraît en 1866. Packe ouvre, avec un article en anglais, Camps on the Maladetta. Puis Russell, avec Le pic Cotieilla. Frédéric Soutras, « par permission exceptionnelle dans une revue qui n'est pas spécialement littéraire », continue avec une ode à Henry Russell, Les sommets vierges.
Elle est à l’origine de la création de l’observatoire du Pic du Midi. Le Dr Costallat est un des créateurs en 1854 de l'hôtellerie de Sencours, sur le pic du Midi. « On peut dire que, le jour où la société Ramond est fondée, dont Costallat est membre, virtuellement l'observatoire du pic du Midi est fait ». Cette opération est une réussite, mais la gestion très lourde ruine les finances de la société, qui doit se résoudre à céder l’observatoire à l'État.
La guerre de 1914-1918 ralentit les activités de la Société, et celle de 1939-1945 faillit lui être fatale. Elle reprit la publication du bulletin en 1968 et elle repartit avec de nouvelles générations de chercheurs.

## Personnalités liées
- Alcide Curie-Seimbres, membre fondateur
- Émilien Frossard, membre fondateur
- Farnham Maxwell-Lyte, membre fondateur
- Charles-Marie-Étienne Champion Dubois de Nansouty président de 1865 à 1895.
- Charles Packe, membre fondateur
- Célestin-Xavier Vaussenat, membre fondateur

## Galerie

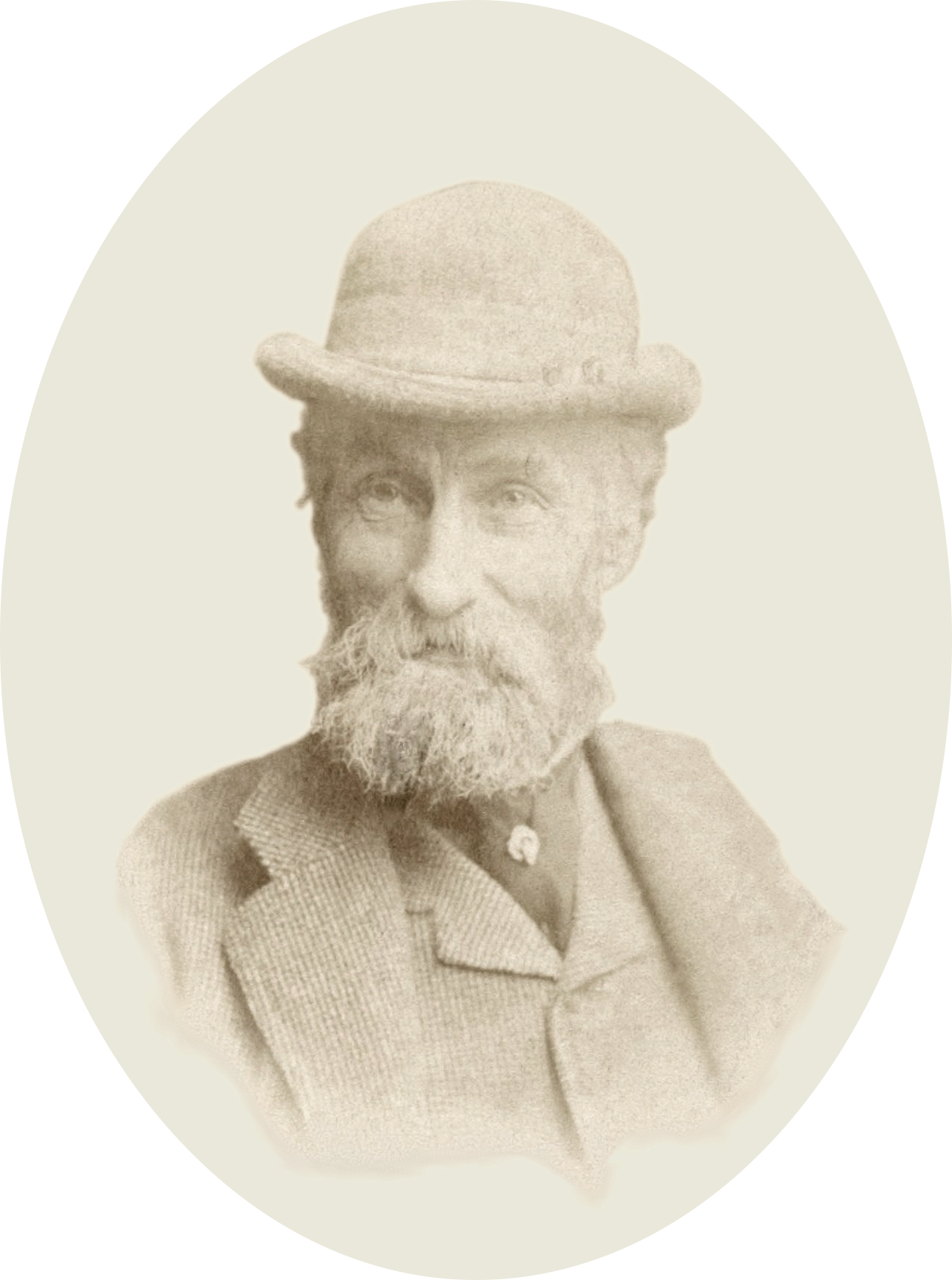
Charles Packe, membre fondateur.
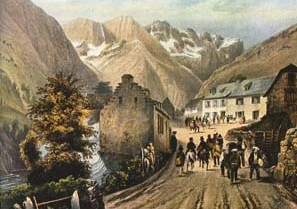
L'Hôtel des Voyageurs à Gavarnie, lithographie par Jacottet
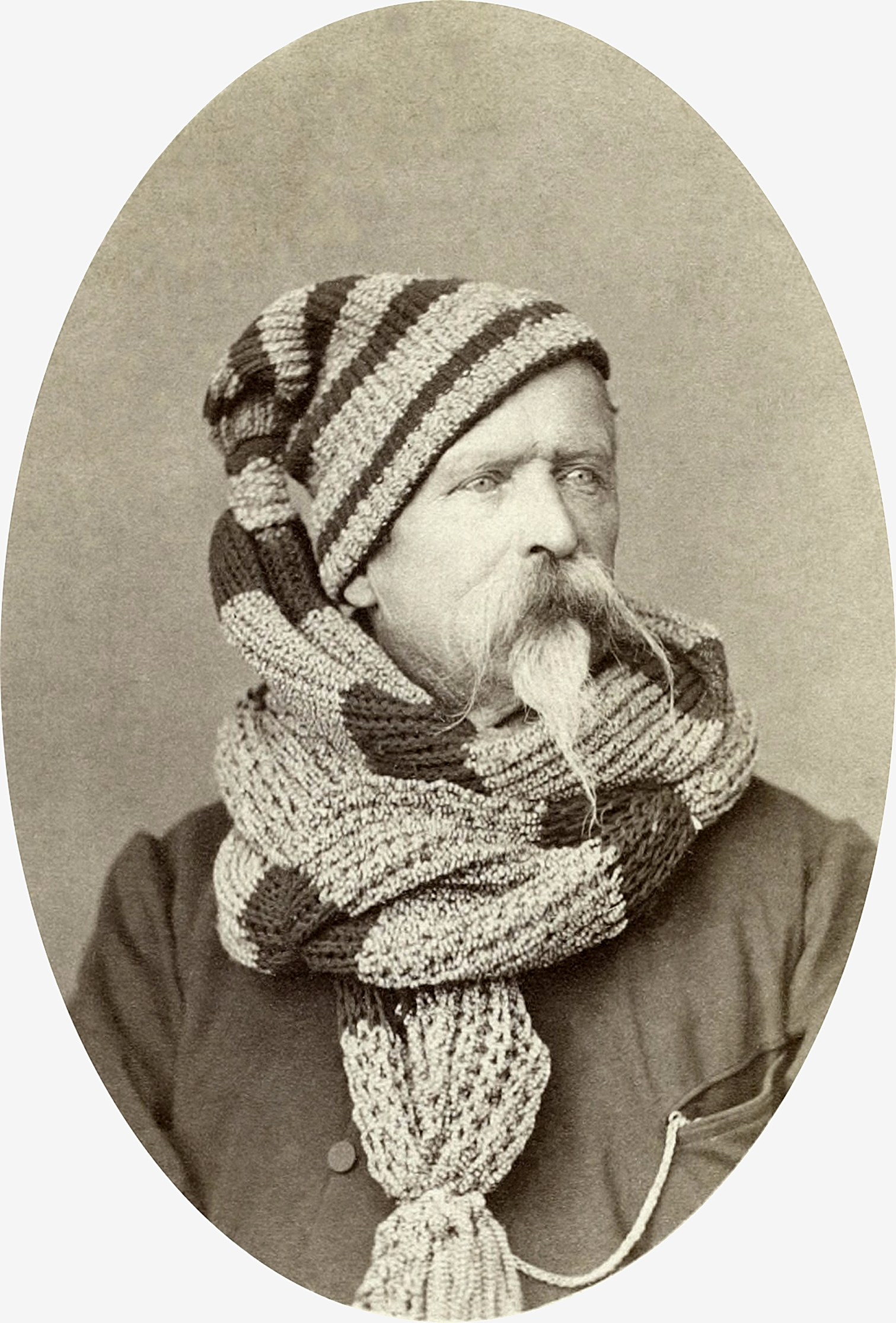
Dubois Champion de Nansouty, membre fondateur.
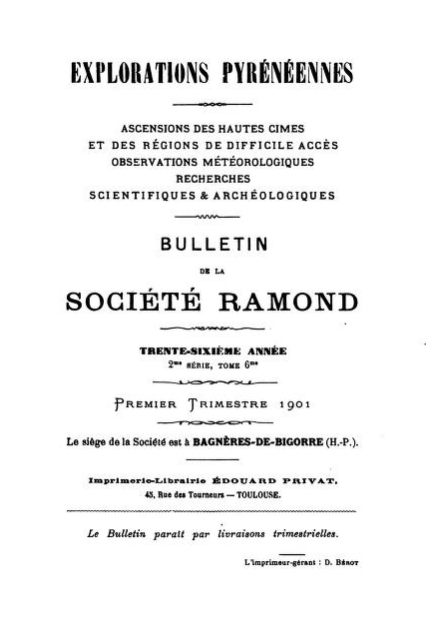
Page de titre des Explorations pyrénéennes, 1901